# Die große Attraktion
Pour plus de détails, voir Fiche technique et Distribution.
Die große Attraktion est un film allemand réalisé par Max Reichmann, sorti en 1931.

## Synopsis
Une jeune femme rejoint une troupe de Vaudeville mais va devoir prouver qu'elle mérite sa place.

## Fiche technique
- Titre : Die große Attraktion
- Réalisation : Max Reichmann
- Scénario : Richard Schneider-Edenkoben, Anton Kuhl et Curt J. Braun
- Photographie : Franz Koch et Gotthardt Wolf (en)
- Musique : Nicholas Brodszky, Franz Grothe, Walter Jurmann et Bronislau Kaper
- Pays d'origine : République de Weimar
- Format : Noir et blanc
- Date de sortie : 1931[Où ?]

## Distribution
- Richard Tauber : Riccardo
- Margo Lion : Juana
- Marianne Winkelstern : Kitty
- Ivan Koval-Samborsky : Fredo
- Sig Arno : Felipe
- Teddy Bill : Tommy
- Hans Brausewetter
- Lucie Englisch
- Oskar Sima